# Виксна, Томс
Томс Ви́ксна (латыш. Toms Vīksna; 14 января 1995, Лиепая) — латвийский футболист, вратарь клуба «Лиепая».

## Карьера
Воспитанник лиепайского «Металлурга», 31 октября 2010 года Томс Виксна дебютировал в Высшей лиге Латвии, заменив на 86-й минуте Виктора Споле в матче с вентспилсским «Транзитом» (6:0).
В начале 2013 года Томс Виксна присоединился к другому лиепайскому клубу «Варавиксне», однако, перед еврокубками вновь вернулся в ряды металлургов.